# Théobald Meurisse
Théobald Meurisse, dit Théo Meurisse, né le 24 décembre 1933 à Aix-en-Provence et mort le 14 mai 1993, est un décorateur et chef décorateur de cinéma français. Il est nommé à trois reprises pour le César des meilleurs décors, en 1979, 1980 et 1990, mais ne le remporte jamais.

## Biographie
Il est le neveu de l'acteur Paul Meurisse[réf. nécessaire], et non le frère, comme indiqué par erreur dans le livre de Denis Jeambar. Il est parfois crédité sous le nom de Théo Meurisse.
Il a mené une brillante carrière de décorateur de plateau pour des réalisateurs comme Jean-Pierre Melville, Claude Sautet ou Bertrand Blier notamment, et été nommé à trois reprises pour le César des meilleurs décors.

## Filmographie partielle
- 1963 : Symphonie pour un massacre de Jacques Deray (assistant décorateur)
- 1964 : Banco à Bangkok pour OSS 117 d'André Hunebelle (assistant décorateur)
- 1966 : La Grande Vadrouille de Gérard Oury (assistant décorateur)
- 1967 : Playtime de Jacques Tati (assistant décorateur)
- 1967 : Le Samouraï de Jean-Pierre Melville (assistant décorateur)
- 1968 : Le Petit Baigneur de Robert Dhéry (assistant décorateur)
- 1969 : L'Armée des ombres de Jean-Pierre Melville
- 1970 : Le Cercle rouge de Jean-Pierre Melville
- 1970 : Les Caprices de Marie de Philippe de Broca
- 1970 : La Faute de l'abbé Mouret de Georges Franju
- 1972 : Un flic de Jean-Pierre Melville
- 1972 : Les Malheurs d'Alfred de Pierre Richard
- 1972 : Le Grand Blond avec une chaussure noire d'Yves Robert
- 1973 : Les Aventures de Rabbi Jacob de Gérard Oury
- 1973 : L'Héritier de Philippe Labro
- 1973 : Salut l'artiste d'Yves Robert
- 1974 : Le Retour du grand blond d'Yves Robert
- 1974 : Vincent, François, Paul... et les autres de Claude Sautet
- 1976 : Je t'aime moi non plus de Serge Gainsbourg
- 1977 : L'Animal de Claude Zidi
- 1978 : La Zizanie de Claude Zidi
- 1979 : Sale Rêveur de Jean-Marie Périer
- 1981 : Beau-père de Bertrand Blier
- 1981 : Pour la peau d'un flic d'Alain Delon
- 1982 : Deux heures moins le quart avant Jésus-Christ de Jean Yanne
- 1983 : La Femme de mon pote de Bertrand Blier
- 1983 : La Vengeance du serpent à plumes de Gérard Oury
- 1983 : Vive la sociale ! de Gérard Mordillat
- 1985 : Billy Ze Kick de Gérard Mordillat
- 1986 : Tenue de soirée de Bertrand Blier
- 1987 : Lévy et Goliath de Gérard Oury
- 1988 : Ne réveillez pas un flic qui dort de José Pinheiro
- 1989 : Trop belle pour toi de Bertrand Blier
- 1990 : La Femme fardée de José Pinheiro
- 1993 : Un, deux, trois, soleil de Bertrand Blier

## Nominations et récompenses
Nommé à trois reprises pour le César des meilleurs décors, Théobald Meurisse ne le remporte finalement jamais.
| Année | Cérémonie               | Film                                  | Récompensé                          |
| ----- | ----------------------- | ------------------------------------- | ----------------------------------- |
| 1979  | 4e cérémonie des César  | Sale Rêveur de Jean-Marie Périer      | Guy-Claude François pour Molière    |
| 1980  | 5e cérémonie des César  | Buffet froid de Bertrand Blier        | Alexandre Trauner pour Don Giovanni |
| 1990  | 15e cérémonie des César | Trop belle pour toi de Bertrand Blier | Pierre Guffroy pour Valmont         |